# آناتولی موشنکا
آناتولی موشنکا (اوکراینی: Анатолій Михайлович Мущинка؛ زادهٔ ۱۹ اوت ۱۹۷۰) بازیکن فوتبال اهل اتحاد جماهیر شوروی سوسیالیستی است.
از باشگاه‌هایی که در آن بازی کرده‌است می‌توان به باشگاه فوتبال متالورگ زاپروژیا و باشگاه فوتبال کارپاتی لویو اشاره کرد.
وی همچنین در تیم‌های ملی فوتبال Soviet Union national under-16 football team و اوکراین بازی کرده‌است.